# 亞口夏山紅軍烈士墓
亞口夏山紅軍烈士墓，又稱亞克夏山紅軍烈士墓，是全國重點文物保護單位阿壩紅軍長征遺蹟的構成部分，位於中國四川省紅原縣亞口夏山的山脊上。此墓是已知海拔最高的紅軍烈士墓葬（截至2016年），本來安葬了12具在1952年發現的中國工農紅軍兵員，安葬人數後增加至154人。紅軍烈士墓在1980年列入四川省文物保護單位，並在2006年5月作為阿壩紅軍長征遺蹟的構成部分而列入全國重點文物保護單位。

## 歷史

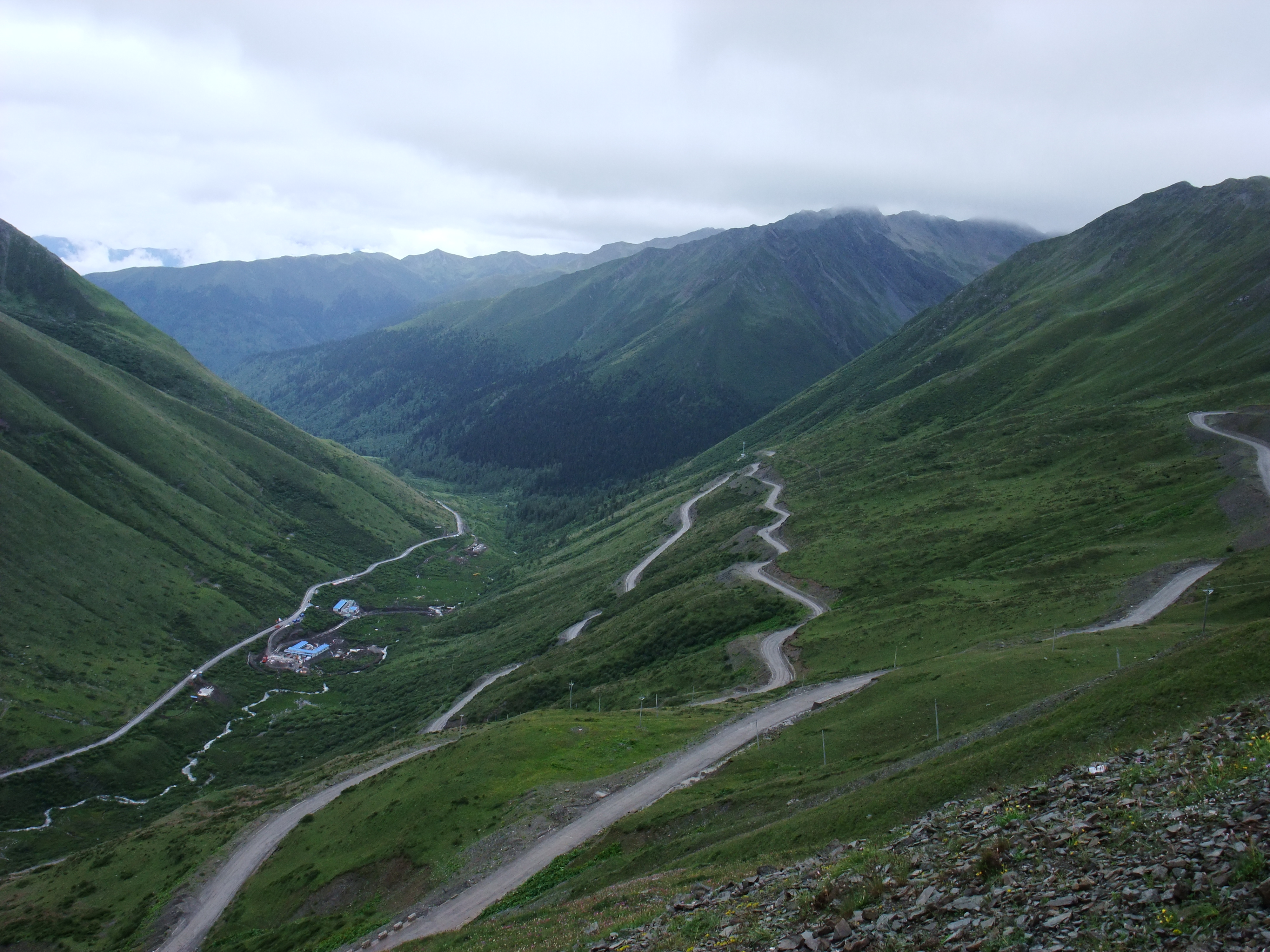
长坂山垭口

中国工农红军在第一次國共內戰長征期間曾连续翻越三座大雪山，其中往返翻越次数最多的大雪山為四川紅原亚口夏山；在1935年至1936年间，红军数度翻越這座雪山，途中有很多红军兵員出現高原反應（缺氧）、严寒窒息而死，遺骨留在山上。大部分在雪山上死去的红军兵員没有留下姓名，也找不到遗骨和墓碑。
1952年7月19日，中国人民解放军西线部队轻骑兵师137团前往四川黑水圍剿中华民国政府游擊力量，期間在营地附近發現12具兵員遺體；這些遺體排列整齐，全部頭部朝北、雙脚朝南，骨架旁邊有皮带环、铜扣等军用品。由於國民黨軍隊從來沒有登上亚口夏山，這些遺體基本确定屬於長征期間的红军兵員。曾三度翻越這座山的老紅軍唐成海判断，這12名兵員屬於一個建制班，夜間在雪山留宿，死於缺氧窒息。一些說法進一步估計指，12名兵員隸屬中國工農紅軍第四方面軍的一个班，在第三度翻越亚口夏山时缺氧和窒息致死。
判断遺體屬於红军兵員後，137团官兵為他們收敛遗骨，就地以石砌墓、以木立碑，在墓碑上寫上「中国工农红军烈士之墓」，並献上花圈，举行简单祭奠仪式；仪式後，官兵又在墓前立下消灭敵人、解放人民的誓言。截至2016年，此墓是已知海拔最高的红军烈士墓葬。

## 保護
在1961年、1980年和1982年，亞口夏山紅軍烈士墓先後進行整修工程，修葺一新，建筑面积擴大至8平方米，安葬的红军兵員數量也增加至154人，原有的木牌标志重建為正式墳墓。紅軍烈士墓在1980年列入四川省文物保护单位，在2006年5月作为阿坝红军长征遗迹的構成部分而列入全国重点文物保护单位，並在2014年列入第三批四川省国防教育基地。